# Saint-Sauveur (Belgique)
Pour les articles homonymes, voir Saint-Sauveur.
Saint-Sauveur (en wallon Sint-Såveu) est une section de la commune belge de Frasnes-lez-Anvaing située en Région wallonne dans la province de Hainaut.
C'était une commune à part entière avant la fusion des communes de 1977.

## Évolution démographique
- Sources : INS, Rem. : 1831 jusqu'en 1970 = recensements, 1976 = nombre d'habitants au 31 décembre.

## Histoire
Le rapport de la Sûreté de l'État du septembre 1950 cité par Jean Duvieusart, La question royale. Crise et dénouement, juin, juillet, août 1950, CRISP, 1975, signale que c'est à cet endroit qu'eut lieu l'un des premiers attentats (le 22 juillet, les premiers eurent lieu à Boussu-lez-Mons et à Mons, le 21 juillet), lors du retour du roi Léopold III en 1950. Il préludait à une centaine de sabotages du même type qui allaient, avec la grève générale, contraindre le roi à abdiquer. Lieu de naissance d'Arthur Lefebvre en 1932, coureur cycliste et volleyeur renommé des années 1948 à 1962. Son décès dans des circonstances suspectes n'a jamais pu être élucidé. Il passa également une partie de sa vie à aider les plus démunis par divers actes de charité, en Corse notamment.[réf. nécessaire]

## Vie associative
Le Mont Saint-Laurent est une côte pentue (passage à 19 %) régulièrement empruntée lors de courses cyclistes comme Kuurne-Bruxelles-Kuurne.

## Personnalités
- Ferdinand-Joseph Moulart (1832-1904), ecclésiaste et professeur de Droit civil canonique, est né à Saint-Sauveur.